# Jhalokati
Jhalokati este un oraș din Bangladesh.